# NASCAR Toyota Series
De NASCAR Toyota Series, tot 2011 de NASCAR Corona Series is een stockcar-raceklasse in Mexico die in 2004 van start ging en is vergelijkbaar met de NASCAR Sprint Cup uit de Verenigde Staten en de NASCAR Canadian Tire Series uit Canada.

## Overzicht
Het volledige kampioenschap wordt volledig in Mexico gereden, met races op onder meer de Autódromo Hermanos Rodríguez en de Autódromo Miguel E. Abed. Deelnemende automerken (in 2011) zijn Chevrolet, Dodge, Toyota, Mazda en Ford. Het kampioenschap van 2011 telt veertien races.

## Kampioenstitels
| Jaar | Coureur         | Auto           | Team                       |
| ---- | --------------- | -------------- | -------------------------- |
| 2004 | Carlos Pardo    | Pontiac        | Equipo Telcel-Sun-Motorola |
| 2005 | Jorge Goeters   | Pontiac/ Dodge | Team GP                    |
| 2006 | Rogelio López   | Pontiac/ Dodge | Escudería Telmex           |
| 2007 | Rafael Martinez | Ford           | Team GP                    |
| 2008 | Antonio Pérez   | Dodge          | Escudería Telmex           |
| 2009 | Germán Quiroga  | Ford           | Equipo Telcel              |
| 2010 | Germán Quiroga  | Ford/ Dodge    | Equipo Telcel              |
| 2011 | Germán Quiroga  | Dodge          | Equipo Telcel              |
| 2012 | Jorge Goeters   | Mazda          | Team GP                    |